# Сумчатый саблезубый тигр
Сумчатый саблезубый тигр или тилакосмил (лат. Thylacosmilus, от др.-греч. θύλαϰος — мешок и σμίλη — нож), — род вымерших метатериевых млекопитающих из семейства Thylacosmilidae отряда Sparassodonta, близкого к сумчатым.

## Описание

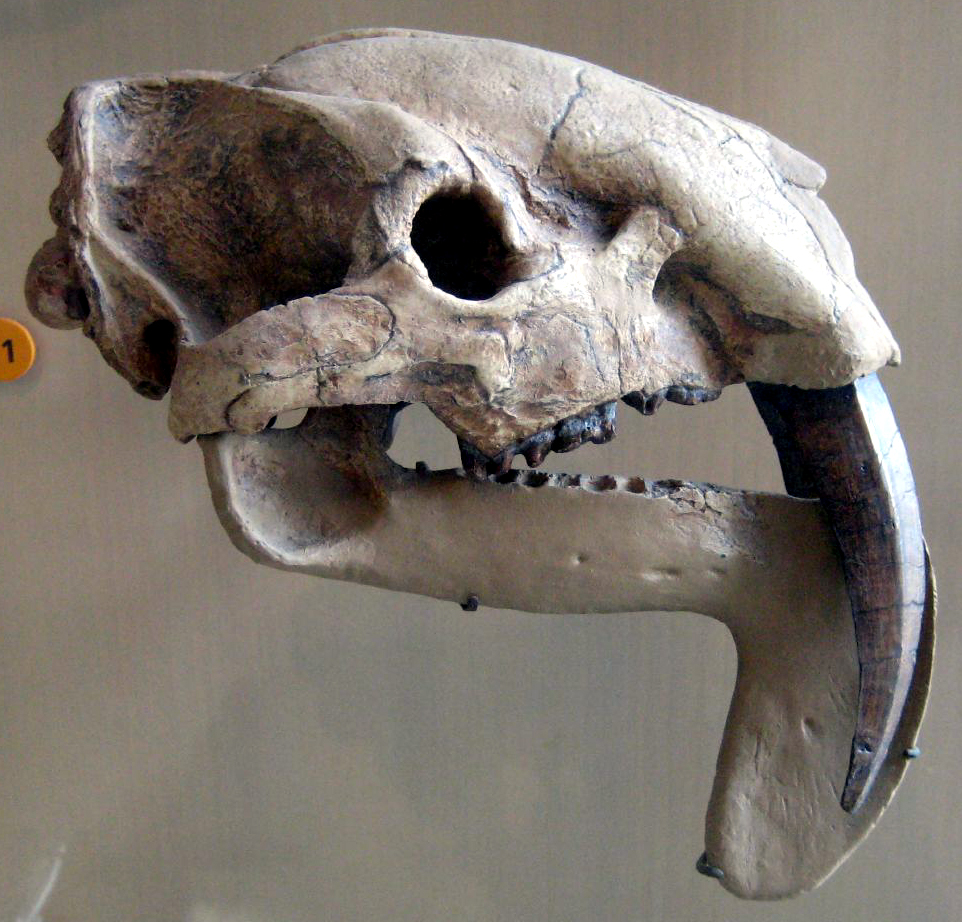
Череп Thylacosmilus atrox в экспозиции Американского музея естественной истории

Обитал в миоцене — плиоцене на территории Южной Америки. Вымер в конце плиоцена (около 3 млн лет назад), в период Великого межамериканского обмена, ранее предполагалось, что не выдержав конкуренции с первыми саблезубыми кошками, в частности с гомотерием, но до появления смилодона. Однако, в настоящее время это оспаривается, поскольку тилакосмилы, возможно, исчезли раньше, чем в Южную Америку проникли крупные плацентарные хищники. При этом видовое разнообразие других представителей отряда Sparassodonta, по данным палеонтологической летописи, стало сокращаться уже после появления в Южной Америке первых мелких плацентарных хищников, начиная с 6 — 7 млн лет назад. Редкость палеонтологических находок этого вида пока затрудняет уточнение причин и сроков вымирания.
Был самым крупным из спарассодонтов, достигал размеров ягуара, тело длинное, ноги мощные и довольно короткие, полустопоходящие. Шея мощная, длинная. Верхние клыки постоянно растущие, с огромными корнями, продолжающимися в лобную область. Длинные защитные «лопасти» на нижней челюсти. Верхние резцы отсутствуют. Ранее считалось, что он охотился, вероятно, на крупных млекопитающих (например, токсодонов) и конкурировал с фороракосами. Однако, последние исследования ископаемых зубов тилакосмила предполагают, что тилакосмил был скорее падальщиком, чем активным хищником, а его огромные клыки использовались для разделки падали, а не для умерщвления добычи. Благодаря тому, что у сумчатых метаболизм примерно на треть медленнее, по сравнению с плацентарными млекопитающими, а конкуренция с крупными хищными отсутствовала, это позволяло тилакосмилам довольствоваться падалью южноамериканской мегафауны, вымершей позже, в плейстоцене. Строение черепа и клыков показывает, что его клыки не были приспособлены для охоты. Возможно, тилакосмилы доедали остатки добычи фороракосов.
Тилакосмил не является родственником саблезубых тигров из семейства кошачьих (отряд хищных из плацентарных млекопитающих), а представляет собой пример конвергентной эволюции. Тилакосмил — один из любимых персонажей криптозоологов. Слухи о полуводном саблезубом хищнике (непохожем на кошачьих) циркулируют в Южной Америке и, как ни странно, в Африке и на побережье Азовского моря.